# Fontosabb autonóm beidegzések
Az autonóm (vegetatív) idegrendszer általános ismeretén túl gyakorlati szempontból elengedhetetlen az autonóm idegrendszer által beidegzett fontos szervek szimpatikus és paraszimpatikus hatásokra való reagálásának pontosabb ismerete. Ez ad alapot az autonóm idegrendszerhez kapcsolódó kóros működések jellegének felismeréséhez, és megfelelő gyógyszeres befolyásolásához.
Az emberi idegrendszer részei és funkciói

## A szem

### Felső szemhéj
A felső szemhéjat emelő izomnak egy kis része simaizomból áll (musculus tarsalis superior), amelyet szimpatikus postganglionáris rostok idegeznek be.

### Iris (szivárványhártya)
A pupillaszűkítő izmot (musculus sphincter pupillae) paraszimpatikus rostok látják el a közös szemmozgató ideg (nervus oculomotorius) [III.] paraszimpatikus (Edinger-Westphal) magjából. A pupillatágító izmot (musculus dilatator pupillae) a felső nyaki idegdúcból (ganglion cervicale superius) származó szimpatikus rostok látják el.

### A könnymirigy
A könnymirigyet ellátó paraszimpatikus secretomotoros rostok az arcideg (nervus facialis) [VII.] könnyelválasztást serkentő magjából (nucleus lacrimalis) erednek. A szimpatikus postganglionaris rostok a felső nyaki szimpatikus idegdúcból erednek, és érszűkítő (vasoconstrictor) rostokként működnek.

## A nyálmirigyek

### Az állkapocs alatti és a nyelvalatti mirigy
A paraszimpatikus secretomotoros ellátás az arcideg (nervus facialis) [VII.] nyálelválasztást serkentő magjából ered (nucleus salivatorius superior). A szimpatikus postganglionaris rostok a felső nyaki szimpatikus idegdúcból (ganglion cervicale superius) erednek és a mirigyet az ereket körülvevő fonatokon keresztül érik el.

### A fültőmirigy
A mirigyet a nyelv-garat ideg (nervus glossopharyngeus) [IX.] nyálelválasztást fokozó alsó magjából (nucleus salivatorius inferior) eredő paraszmpatikus secretomotoros rostok látják el. A szimpatikus postganglionaris rostok a felső nyaki idegdúcból (ganglion cervicale superius) erednek és a mirigyet a külső feji verőér (arteria carotis externa) körül képzett fonaton keresztül érik el. Funkcionálisan érszűkítő (vasoconstrictor) rostok.

## A szív
A postganglionaris szimpatikus rostok a szimpatikus idegdúclánc (truncus sympathicus) felső mellkasi (thoracalis) és nyaki (cervicalis) részeiből erednek. A postganglionaris rostok a szívet a szimpatikus idegdúclánc nyaki szakaszának felső, középső és alsó szívhez futó ágain (ramus cardiacus superior, medius és inferior), és a szimpatikus idegdúclánc mellkasi szakaszának számos apróbb szívhez futó (rami cardiaci) ágán keresztül érik el.
A rostok keresztülhaladnak a szív idegfonatain (plexus cardiacusokon) és a szinszcsomón (nodus sinoatrialis) és az atrioventrikularis csomón (nodus atrioventricularis), valamint a szívizomrostokon és a koszorús artériákon (arteriae coronariae) végződnek. Ezeknek az idegeknek az aktivációja a szívritmus fokozódását, a szívizom összehúzódásai erejének fokozódását, és a koszorús verőerek (artériae coronariae) kitágulását eredményezik. A koszorús artéria (arteriae coronariae) kitágulását inkább a helyi anyagcsere szükségletei váltják ki, mint a koszorúsereket érő közvetlen idegi hatások. A paraszimpatikus preganglionaris rostok a bolygóideg (X. agyideg; nervus vagus) dorsalis magjából (nucleus dorsalis nervi vagi) erednek és a bolygóidegekben szállnak le a mellüregbe.
A rostok a szívi fonatok (plexus cardiacus) postganglionaris neuronjaival synapsist képezve végződnek. A postganglionaris rostok a szinuszcsomó (nodus sinoatrialis) és az atrioventrikularis (nodus atrioventricularis) csomókon és a koszorús atériákon (arteriae coronariae) végződnek. Ezeknek az idegeknek az aktivációja csökkenti a szívritmust és a szívizom (myocardium) összehúzódásainak erejét, valamint a koszorús erek összehúzódását okozza. Ez utóbbira itt is az vonatkozik, hogy az erek szűkülése inkább a helyi anyagcsere szükségletei csökkenésének, és nem annyira a közvetlen idegi hatásoknak a következménye.

## A tüdők
A szimpatikus postganglionaris rostok a szimpatikus idegdúclánc (truncus sympathicus) másodiktól ötödikig terjedő mellkasi (thoracalis) idegdúcaiból erednek. A rostok keresztülhaladnak a tüdőkapui fonatokon (plexus pulmonalis) és belépnek a tüdőkbe, ahol hálózatot képeznek a hörgők és az erek körül. A szimpatikus rostok hörgőtágulatot és enyhe érösszehúzódást (vasoconstrictió) váltanak ki. A paraszimpatikus preganglionaris rostok a bolygóideg (nervus vagus) [X.] hátsó magjából (nucleus dorsalis nervi vagi) erednek és a bolygóideggel szállnak le a mellüregbe. A rostok a tüdőkapui fonatok (plexus pulmonalisok) postganglionaris neuronjaival synapsist képezve végződnek. A poastganglionaris rostok belépnek a tüdőbe, ahol a hörgők és az erek körül képeznek hálózatot. A paraszimpatikus rostok a hörgők szűkületét és enyhe értágulatot váltanak ki, és fokozzák a szekréciót a hörgők mirigyeiben.

## Az emésztőrendszer
Emésztőrendszer (gastrointestinalis traktus)

### Az epehólyag és az epevezetékek
Az epehólyag (vesica fellea) és az epevezetékek postganglionaris paraszimpatikus és szimpatikus rostokat a plexus hepaticusból kapnak. A vagusból származó paraszimpatikus rostokat, serkentő motoros rostoknak tartják az epehólyag és az epevezetékek simaizomzatára gyakorolt hatásukat tekintve, ugyanakkor gátlónak a máj- és epevezeték közös kivezetőcsövét záró izomnak (musculus sphincter Oddi) a működésére.

### A gyomor és a belek, a flexura lienalisig
A preganglionaris paraszimpatius rostok a hasüregbe az elülső (bal) és a hátsó (jobb) vagus törzsekkel lépnek be. A rostok a hasüreg számos szervéhez és gyomor-bél csatornának a gyomortól a vastagbél flexura lienalisáig tartó szakaszához oszlanak szét. Azok a rostok, amelyek a gastrointestinalis tractushoz tartanak a bélfali izomzat két rétege között lévő idegfonathoz (plexus myentericus (Auerbach)) és a bélrenszer nyálkahártya alatti kötőszövetes rétegéhez (plexus submucosus (Meissner)) postganglionaris neuronjaihoz futnak. A postganglionaris rostok ellátják a simaizmot és a mirigyeket. A paraszimpatikus idegek fokozzák a perisztaltikát és elernyesztik a záróizmokat, szintén fokozzák a mirigyek váladéktermelését. A szimpatikus preganglionaris rostok áthaladnak a szimpatikus dúclánc (truncus simpatikus) mellkasi szakaszán és belépnek a nervus splanchnicus majorba és minorba. Ezek leszállnak a hasüregbe és synapsist képeznek a postganglionaris neuronokkal a ganglion celiacumban és a ganglion mesentericum superiusban. A postganglionaris idegrostok a truncus celiacus és az arteria mesenterica superior ágai körül fonatot képezve oszlanak el a gyomorhoz és a belekhez. A szimpatikus idegek gátolják a perisztaltikát és a záróizmok összehúzódását okozzák, gátolják a mirigyek váladéktermelését is.

### A leszálló vastagbél, a szigmabél és a végbél
A preganglionaris paraszimpatikus rostok a gerincvelő másodiktól negyedikig terjedő keresztcsonti szelvényeinek szürkeállományából erednek. A rostok a nervus splanchnicus pelvicusokban és az arteria mesenterica inferior ágai körüli idegfonatokban futnak, és a plexus myentericus (Auerbach) és a plexus submucosus (Meissner) postganglionaris rostjain végződnek. A postganglionaris rostok ellátják a simaizmot és a mirigyeket. A paraszimpatikus rostok serkentik a perisztaltikát és a mirigyek váladéktermelését. A szimpatikus preganglionaris idegrostok a szimpatikus idegdúclánc ágyéki szakaszán haladnak keresztül, és a plexus mesentericus inferior postganglionaris neuronjaival képeznek synapsisokat. A postganglionaris rostok a belet az arteria mesenterica inferior ágai körüli fonatokban érik el. A szimpatikus rostok csökkentik a perisztaltikát és a mirigyek váladéktermelését.

### A belső végbélzáró izom
A körkörös simaizom réteg a végbél kimenetének (canalis analis) felső végénél megvastagodva képezi a nem akaratlagos végbélzáró izmot (musculus sphincter ani internus). A záróizmot a plexus hypogastricusokból származó szimpatikus rostok idegzik be. A szimpathikus rostok a (sphincter ani internus) összehúzódását okozzák.

## A kiválasztórendszer

### A vese
A preganglionaris szimpatikus rostok a nervus splanchnicuson keresztül csatlakoznak az arteria renalis körüli vesekapui idegfonathoz (plexus renalis). Synapsist képeznek a plexus renalis postganglionaris neuronjaival. A postganglionaris rostok az arteria renalis ágaihoz futva oszlanak el. A szimpatikus rostok érszűkítő hatásúak a vese artériáira. A preganglionaris paraszimpatikus rostok a bolygóidegből (nervus vagus) [X.] lépnek a plexus renalisba, és synapsist képeznek a postganglionaris neuronokkal, amelyeknek rostjai az arteria renalis ágai mentén oszlanak el a vesében. A paraszimpatikus rostokat a vese artériáira értágító hatásúak.

### A mellékvese velőállománya
A mellékveséhez (glandula suprarenalis) a preganglionaris szimpatikus rostok a nervus splanchnicus majorban szállnak le. Az idegrostok a velőállomány (medulla) szekretoros sejtjein végződnek, amelyek a postganglionaris neuronokhoz hasonlíthatók. Az idegvégződések és a szekretoros sejtek között a neurotranszmitter az acetilkolin, mint bármely más preganglionaris végződésben. A szimpatikus rostok fokozzák a medulla szekretoros sejtjeinek epinephrin és norepinephrin kibocsátását. A mellékvese velőállományának paraszimpatikus beidegzése nincs.

### A húgyhólyag
A húgyhólyag (vesica urinaria) falának izomrétege simaizomból áll, melynek körkörös rétege a hólyag nyakánál megvastagodott és záróizmot képez, ez a musculus sphincter vesicae. A simaizmot ellátó idegek a plexus hypogastricusokból származnak. A postganglionaris szimpatikus rostok a plexus hypogastricusokhoz futnak. A paraszimpatikus preganglionaris rostok medencei splanchnicus idegekként erednek a második, harmadik és negyedik sacralis idegekből; a plexus hypogastricusokon keresztül érik el a hólyag falát, ahol synapsist képeznek a postganglionaris neuronokkal. A hólyagűrítő izomhoz futó szimpatikus idegeknek nincs, vagy jelentéktelen hatásuk van a hólyagfal simaizomzatára, és főleg az erekhez oszlanak szét. A musculus sphincter vesicaehez futó szimpatikus rostok csak kis szerepet játszanak a záróizom összehúzódásában és a vizeletfolyás megakadályozásában.

## A hímvessző és a csikló merevedése
Merevedéskor (erectio) a nemi szervek erectilis szövetei vérrel telnek meg. A kezdeti vascularis telődést az autonóm idegrendszer paraszimpatikus része szabályozza. A paraszimpatikus preganglionaris rostok a gerincvelő második, harmadik és negyedik sacralis szelvényének szürkeállományából erednek. A rostok belépnek a plexus hypogastricusokba és synapsist képeznek a postganglionaris neuronokkal. A postganglionaris rostok csatlakoznak az arteriae pudendae internaehez és azok ágai mentén oszlanak el, amelyek belépnek az erectilis szövetekbe. A paraszimpatikus idegek az artériák kitágulását okozzák, és nagymértékben fokozzák a vér áramlását az erectilis szövetekhez.

## Az ejakuláció
A preganglionaris szimpatikus rostok az első és második ágyéki szelvény magasságában lépnek ki a gerincvelőből, majd synapsist képeznek a postganglionaris neuronokkal. A postganglionaris rostok azután eloszlanak az ondóvezetékekhez, az ondóhólyagokhoz és a dülmirigyhez a plexus hypogastricusokon keresztül. A szimpatikus idegek serkentik a simaizmok összehúzódását ezeknek a szerveknek a falában, és ezzel a hím nemi váladék (ondó) kilövellését okozzák.

## Az anyaméh (uterus)
A preganglionaris szimpatikus idegrostok a gerincvelőt a T12 és L1 szelvények magasságában hagyják el, és úgy vélik, hogy a ganglion sejtekkel a szimpatikus dúcláncban vagy esetleg az alsó plexus hypogastricusokban képeznek synapsist. A postganglionaris rostok ellátják az uterus simaizomzatát. A paraszimpatikus preganglionaris rostok a gerincvelőt az S2, 3 és 4 szelvényeknek megfelelően hagyják el, és synapsisokat alkotnak a plexus hypogastricus inferior ganglion sejtjeivel. Bár a méh izomzata főleg hormonális szabályozás alatt áll, a szimpatikus beidegzés az uterus összehúzódását és az erek szűkülését okozhatja, míg a paraszimpatikus rostok ellentétes hatást válthatnak ki. Afferens, fájdalomérzést vezető rostok a méhfenékből (fundus uteri) és méhtestből (corpus uteri), a méhnyakból (cervix uteri) a rostok a splanchnicus idegeken keresztül haladnak, és a gerincvelőbe a második, harmadik és negyedik keresztcsonti idegek hátsó gyökerein át lépnek be.

## A felső végtag artériái
A felső végtag artériáit szimpatikus idegek idegzik be. A preganglionaris rostok a gerincvelő másodiktól nyolcadik mellkasi szelvényében található idegsejtek sejttesteiből erednek. A szimpatikus idegdúclánchoz csatlakoznak, és a dúcláncban felszállnak a nyaki idegdúcokhoz. A postganglionaris rostok azokhoz az idegekhez csatlakoznak, amelyek a karfonatot (plexus brachialis) alkotják, és eloszlanak az artériákhoz a plexus ágai között. A szimpatikus idegek érszűkületet okoznak a bőr artériáiban, és értágulatot azokban az artériákban, amelyek a vázizmokat látják el.

## Az alsó végtag artériái
Az alsó végtag artériáit szintén szimpatikus idegek innerválják. A preganglionaris rostok a gerincvelő alsó három háti és felső két vagy három ágyéki szelvényéből erednek. A rostok az ágyéki és a keresztcsonti idegdúcokban alkotnak synapsist, és a postganglionaris rostok az ágyéki és a keresztcsonti fonatok ágain keresztül érik el az artériákat.

## Az autonóm idegrendszerhez kapcsolódó néhány fontos élettani reflex

### Látási reflexek

#### Közvetlen és konszenzuális fényreflexek
Az afferens idegi impulzusok a retinából a nervus opticuson, a chiasma opticumon és a tractus opticuson keresztül haladnak. Az idegrostok közül néhány elhagyja a tractus opticust és synapsisokat képez a nucleus pretectalis idegsejtjeivel, amely a colliculus superior közvetlen közelében fekszik. Az ingerületeket a nucleus pretectalis idegsejtjeinek axonjai a nervus oculomotorius paraszimpatikus (Edinger-Westphal) magjaihoz továbbítják.
A postganglionaris paraszmpatikus rostok a nervi ciliares breves közvetítésével elérik a szemgolyót és a musculus constrictor pupillaet az irisben. A konszenzuális fényreflexben mindkét pupilla szűkül, mert a nucleus pretectalis mindkét oldali paraszimpatikus magokhoz küld rostokat a mesencephalonba.

#### Akkomodációs reflex
Amikor a szemeinket egy távoli tárgyról egy közelire irányítjuk a medialis egyenes szemizmok a szemtengelyeket konvergálják, a szemlencse domborulata növekszik, így fókusztávolsága csökken, a musculus ciliaris összehúzódása következtében, eközben a pupillák is szűkülnek, hogy a fény a szemlencsének csak a középső, legvastagabb részén haladhasson keresztül.

### Cardiovascularis reflexek
Ezekhez tartoznak a carotis sinus, az arcus aortae és a Bainbridge-féle jobb oldali atrialis reflexek.

#### Carotis sinus és arcus aortae reflexek
A carotis sinus, amely az arteria carotis communis elágazódásánál helyezkedik el, és az aortaív (arcus aortae) baroreceptorként (nyomásérzékelő) funkcionálnak. A vérnyomás emelkedése az erek falában lévő végződéseket ingerli. A carotis sinusból az afferens rostok a nervus glossopharyngeuson [IX.] keresztül szállnak fel, és a nucleus tractus solitarii magban végződnek. Az aortaívből az afferens rostok a nervus vaguson [X.] szállnak fel. Az egyének vérnyomását a baroreceptorokból származó afferens információk módosítják. Az autonóm idegrendszer felsőbb szintű szabályozó központja, nevezetesen a hipotalamusz pedig, a központi idegrendszer más, magasabb központjainak befolyása alatt áll.

#### A Bainbridge-féle jobb oldali atrialis reflex
Ennek a reflexnek a kiváltója az, ha a jobb pitvar és a vena cavák falaiban lévő idegvégződéseket a megemelkedett vénás nyomás stimulálja. Az afferens rostok a nervus vaguson [X.] szállnak fel a nyúltvelőbe és a nucleus tractus solitarii magban végződnek. A kapcsoló neuronok gátolják a vagus parasympathicus (dorsalis) magját, és a reticulospinalis rostok stimulálják a szívhez irányuló thoracalis szimpatikus kiáramlás aktivitását, ami a szívritmus gyorsulásához vezet.